# پالیانه
پالیانه (صربی: Paljane}} یک منطقهٔ مسکونی در صربستان است که در Pomoravlje District واقع شده‌است.
 پالیانه  ۵۳۵ نفر جمعیت دارد.